# Aaron Gavey

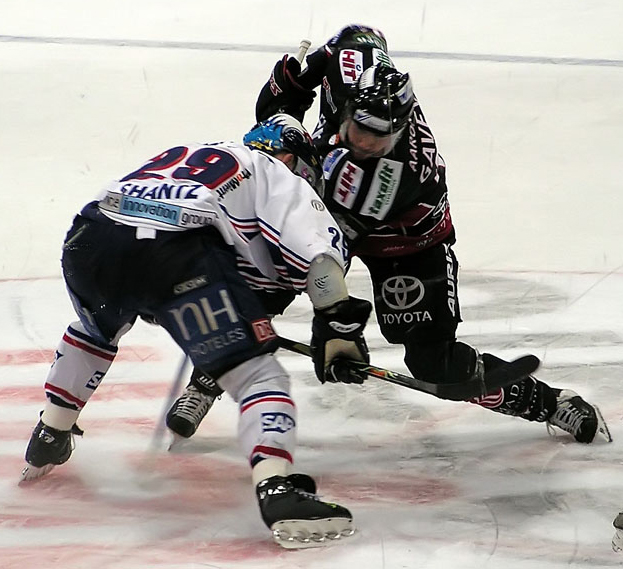
Gavey i svart

Aaron Gavey, född 22 februari 1974 i Sudbury, är en kanadensisk ishockeyspelare (forward) som sedan hösten 2006 spelar för Kölner Haie i den tyska ligan DEL. Aaron Gavey har tidigare i karriären spelat i NHL mellan 1995 och 2003. Där har han representerat Tampa Bay Lightning som han även draftades av 1992 som nummer sjuttiofyra i den fjärde rundan. Vidare har Gavey spelat för Calgary Flames, Dallas Stars, Minnesota Wild och Toronto Maple Leafs. Totalt spelade Gavey 360 matcher i NHL och gjorde sammanlagt 91 poäng. Han var med och vann Junior-VM-guld för Kanada 1994.